# Rodaljice
Rodaljice es una localidad de Croacia situada en el municipio de Benkovac, en el condado de Zadar. Según el censo de 2021, tiene una población de 43 habitantes.

## Geografía
Está situada a una altitud de 350 metros sobre el nivel del mar, a 313 km de la capital nacional, Zagreb.

## Demografía
| Gráfica de población de Rodaljice 1857-2021                         |
|                                                                     |
| Según los censos de población de la Oficina de Estadísticas Croata. |